# Noordelijke geelschildboktor
De noordelijke geelschildboktor (Monochamus urussovii) is een keversoort uit de familie van de boktorren (Cerambycidae). De wetenschappelijke naam van de soort werd voor het eerst geldig gepubliceerd in 1806 door Fischer-Waldheim.